# 彰化縣 (清朝)
彰化縣為臺灣清治時期自1723年（雍正元年）至1895年（光緒二十一年）之間存在的一個行政區劃，1893年時人口約262,000人。臺灣日治時期原計畫設置「臺灣縣彰化支廳」接管此行政區，但後來一度改為「臺灣民政支部鹿港出張所」，後改「臺中縣鹿港支廳」。

## 歷史

1734年臺灣府行政區劃，綠色為彰化縣範圍

1721年4月爆發朱一貴事件，事件平息後，有鑑於諸羅縣地方遼闊鞭長不及，雍正帝遂於1723年（雍正元年），割舊虎尾溪以北、大甲溪以南之地，增設彰化縣。賜名稱彰化，當時彰化縣域內平埔族群甚多，為「建學立師，以彰雅化」之意，便以彰化為縣名。約當今日臺中市西南部、彰化縣、南投縣西部，及雲林縣北部地區。北邊原為淡水廳，後改為新竹縣。
1875年（光緒元年），臺灣行政區由一府四縣三廳改制為二府八縣四廳，原彰化縣境火焰山（位於今南投縣國姓鄉、草屯镇交界處）以東析出設立水沙連廳，不久改稱埔里社廳。
1887年（光緒十三年），因應行政區調整，彰化縣北界縮減至大肚溪，東界縮減至八卦山脈，南界縮減至濁水溪。北邊與東邊劃歸新設的臺灣縣，西螺溪以南至舊虎尾溪之間的土地則劃歸新設的雲林縣。

## 行政區劃
1741年（乾隆六年），彰化縣下轄十保，管一百一十庄：
- 半線堡：半線街、登臺庄、快管庄、柴坑仔庄、惡馬庄、大吼庄、加黎庄、阿束庄、磚仔窯庄、本縣庄、南北投庄、柳樹濫庄、半線社、柴坑仔社、阿束社、南北投社
- 猫霧捒堡：義學庄、王田庄、龜山庄、加投庄、水裏庄、沙轆庄、牛罵庄、橫山仔庄、岸里社口庄、楓樹腳庄、北勢庄、藍張興庄、涼傘樹腳庄、新興庄、烏日庄、鎮平庄、劉厝庄、阿里史庄、貓霧捒社、中大肚社、南大肚社、北大肚社、水裡社、沙轆社、牛罵社
- 燕霧堡：員林仔街、垓坮庄、秀水庄、佳錫庄、員林仔庄、鎮平庄、內灣庄、白沙坑庄
- 馬芝遴堡：鹿仔港街、馬鳴山庄、埔姜崙庄、埔鹽庄、大濫庄、南勢庄、北勢庄、大有庄、打廉庄、馬芝遴社
- 東螺堡：東螺街、舊社庄、三條圳庄、打馬辰庄、侯心霸庄、大段庄、十張犂庄、興化庄、睦宜庄、埔心庄、眉裡庄、埤頭庄、斗六甲庄、麻園寮庄、東螺社、眉裏社
- 大武郡堡：舊社庄、崙仔庄、崁頂庄、枋橋頭庄、陳厝庄、紅毛社庄、油車店庄、火燒庄、濫港東庄、西成庄、柴頭井庄、馬光厝庄、新庄仔庄、卓乃潭庄、橋頭庄、大武郡社
- 西螺堡：西螺街、檨仔腳庄、大加冬庄、鹿場庄、大北園庄、何厝庄、埔心庄、下濫庄、張厝庄、加冬仔庄、西螺社
- 布嶼稟堡：海豐港街、二崙庄、港尾庄、溝仔墘庄、南勢底庄、馬攻厝庄、龍嚴厝庄、埔姜崙庄、大坪庄、大庄、蕭壟厝庄、猫兒幹庄、南社、貓兒乾社
- 二林堡：三林港街、大突庄、舊社庄、火燒庄、七夕厝庄、火燒厝庄、西勢庄、垓坮庄、過溝仔庄、文厝厝庄、西庄、蘆竹塘庄、土庫庄、二林社、大突社
- 深坑仔堡：深坑仔溝庄、大排沙庄、丈八堵庄、土壟厝庄、犂頭厝庄、八人庄

至1762年（乾隆二十七年），彰化縣行政區劃新分及加增後，共計十六保，管一百三十二莊：
- 猫霧捒東堡：犁頭店街、馬明潭莊、藍張興莊、水堀頭莊、岸裡新莊、貓霧捒社、岸里社
- 猫霧捒西堡：九張犁莊、王田莊、水師藔莊、沙轆新莊、牛罵新莊、大肚南北中社、水裏社、感恩社 (沙轆社)、遷善社 (牛罵社)
- 半線堡：半線街、登臺莊、柳樹湳莊、快官莊、大好莊、猫羅新莊、半線社、柴坑仔社、阿束社
- 燕霧堡：員林子街、燕霧內莊、上咳咍莊、員林仔莊、東山莊
- 大武郡東堡：枋橋頭街、火燒莊、枋橋頭莊、紅毛社莊、崁頂莊、篤乃潭莊、清水溝莊、大武郡社
- 大武郡西堡：埔心莊、湳港莊、吳鳳莊、水漆林莊
- 東螺堡：東螺街、崙仔頂莊、下打廉莊、十張犂莊、舊社檨仔莊、新社店莊、眉裏新莊、牛稠仔莊、六耳莊、三條圳莊、打馬辰莊、巴難魯莊、麻園莊、眉裏社、東螺社
- 西螺堡：西螺街、西螺店莊、茄苳莊、埤頭莊、鹿場莊、加長厝莊、西螺港口莊、西螺社
- 布嶼稟堡：港尾莊、二崙莊、猫兒乾舊社莊、麥仔藔庄、布嶼稟大莊、龍嚴厝莊、貓兒乾社
- 海豐港堡：海豐港街、南勢底庄、南社
- 二林堡：三林港街、下咳咍莊、大突新莊、上打廉莊、大崙莊、番婆莊、大突社、二林社
- 深坑仔堡：八人莊、犁頭厝莊
- 馬芝遴堡：草港莊、馬明山莊、馬芝遴社
- 鹿仔港堡：鹿子港街
- 水沙連堡：林杞埔街

至1836年（道光十六年），彰化縣行政區劃村莊日增：
- 半線堡
- 燕霧堡
- 馬芝遴堡
- 貓霧拺堡
- 大武郡堡
- 東螺堡
- 西螺堡
- 二林堡
- 海豐港堡：麥寮街、麥仔寮街、海豐港街、圳頭厝街、光在寮、四塊厝、北港莊、火燒寮、前面厝、中山莊、許厝寮、新打埔、施厝寮、牛食水、湖仔內、同安厝、蒼岩莊、月眉莊、呂厝莊、牛埔頭、圳頭厝、鯉魚莊、東勢莊、大邊堀、槺榔湖、湖頭厝、後安寮、留厝莊、巫厝莊、澄海厝、泉州厝、菜公堂、呂祖厝、菁埔仔、五條港、南公館、火燒牛稠、南社
- 深耕堡
- 布嶼稟堡
- 水沙連堡
- 大肚堡
- 貓羅堡
- 南北投堡
- 鹿仔港堡